# Luis Denis
Luis María Denis (1912 – ?) – piłkarz urugwajski grający na pozycji pomocnika.
Jako piłkarz klubu Montevideo Wanderers wziął udział w turnieju Copa América 1935, gdzie Urugwaj zdobył mistrzostwo Ameryki Południowej. Denis zagrał we wszystkich trzech meczach – z Peru, Chile i Argentyną.
W pierwszej połowie lat 40. Alfredo García, Obdulio Varela i Denis tworzyli mocną linię pomocy drużyny Wanderers.
Denis od 15 sierpnia 1934 roku do 18 lipca 1940 roku rozegrał w reprezentacji Urugwaju 7 meczów, w których nie zdobył żadnej bramki.